# یابلانیتسا (چایتینا)
یابلانیتسا (به صربی: Jablanica) یک منطقهٔ مسکونی در صربستان است که در چایتینا واقع شده‌است. یابلانیتسا ۱۰۱٫۲۸ کیلومتر مربع مساحت و ۷۰۹ نفر جمعیت دارد و ۴۴۵ متر بالاتر از سطح دریا واقع شده‌است.